# Денни, Мэттью
Мэттью Денни (англ. Matthew Denny; род. 2 июня 1996, Тувумба, Квинсленд) — австралийский легкоатлет, специалист по метанию диска и метанию молота. Выступает за сборную Австралии по лёгкой атлетике с 2013 года, победитель Универсиады, чемпион и обладатель серебряной медали Игр Содружества, многократный победитель и призёр первенств национального значения, участник двух летних Олимпийских игр.

## Биография
Мэттью Денни родился 2 июня 1996 года в городе Тувумба, штат Квинсленд.
Впервые заявил о себе в лёгкой атлетике на международном уровне в сезоне 2013 года, когда вошёл в состав австралийской национальной сборной и выступил на юношеском мировом первенстве в Донецке, где завоевал золото в метании диска и выиграл бронзовую медаль в метании молота.
В 2014 году на юниорском мировом первенстве в Орегоне стал четвёртым в метании диска, тогда как в метании молота в финал не вышел.
В 2015 году в метании молота одержал победу на чемпионате Австралии в Брисбене. Будучи студентом, представлял Австралию на Универсиаде в Кванджу — в метании диска получил серебро, уступив в финале только представителю Бельгии Филипу Миланову.
Выполнив олимпийский квалификационный норматив (65,00), удостоился права защищать честь страны на летних Олимпийских играх 2016 в Рио-де-Жанейро — в программе метания диска на предварительном квалификационном этапе показал результат 61,16 метра, чего оказалось недостаточно для выхода в финал.
В 2018 году на чемпионате Австралии в Голд-Косте победил сразу в двух дисциплинах: в метании диска и молота. На домашних Играх Содружества в Голд-Косте в тех же дисциплинах занял второе и четвёртое места соответственно. Помимо этого, в метании диска был вторым на Континентальном кубке IAAF в Остраве.
В 2019 году в метании диска превзошёл всех соперников на Универсиаде в Неаполе, занял шестое место на чемпионате мира в Дохе.
Имея результат выше олимпийского квалификационного норматива (66,00), прошёл отбор на Олимпийские игры 2020 в Токио — в финале метания диска установил свой личный рекорд — 67,02 метра, расположившись в итоговом протоколе соревнований на четвёртой строке.